# Ontslag op staande voet
Ontslag op staande voet is de onmiddellijke beëindiging van een dienstbetrekking door de werkgever of de werknemer. In sommige landen, zoals de Verenigde Staten, is een onmiddellijke beëindiging van de dienstbetrekking eenvoudig, in andere landen, zoals Nederland, is ontslag op staande voet slechts in een beperkt aantal gevallen mogelijk.

## België
In België is het ontslag op staande voet in principe onrechtmatig, tenzij men een dringende reden kan inroepen. De wet definieert de dringende reden als:

(...) de ernstige tekortkoming die elke professionele samenwerking tussen de werkgever en de werknemer onmiddellijk en definitief onmogelijk maakt.

De rechter beslist in concreto en volledig autonoom of er al dan niet sprake is van een dringende reden. Dit heeft o.a. als gevolg dat indien in de arbeidsovereenkomst wordt gestipuleerd wat wordt verstaan onder een dringende reden, deze contractclausule nietig is.
Zowel de werknemer als de werkgever kan zich beroepen op een dringende reden.

### Procedure
Binnen 3 dagen na het vaststellen van de dringende reden moet men de dringende reden inroepen en de arbeidsovereenkomst beëindigen. Hierna loopt nog eens een termijn van 3 dagen waarbinnen degene die zich beroept op de dringende reden de wederpartij in kennis stelt van het ontslag. Op straffe van nietigheid moet dit gebeuren bij aangetekende brief, bij gerechtsdeurwaardersexploot of door middel van het overhandigen van een geschrift.
Indien deze procedurele vereisten niet worden nageleefd, wordt dit ontslag beschouwd als onrechtmatig en kan men een schadevergoeding eisen.

### Voorbeelden
De rechtspraak aanvaardt de volgende gevallen als dringende redenen:
- diefstal op het werk;
- misbruik van vertrouwen;
- agressief gedrag;
- geweld;
- diefstal begaan binnen of buiten de onderneming;
- het gebruik van verdovende middelen;
- een strafrechtelijke veroordeling voor zedenfeiten begaan buiten de beroepssfeer;
- een liefdesrelatie tussen een psycholoog en een patiënt, wat in strijd is met de deontologische regels en een belangenconflict veroorzaakt;
- medeplichtigheid aan handel in vals geld;
- een veroordeling wegens aanranding van de eerbaarheid van een minderjarige met geweld;
- veelvuldige onverantwoorde afwezigheid op het werk;
- insubordinatie;
- daden van oneerlijke concurrentie;

## Nederland
In Nederland kan een werkgever een werknemer op staande voet ontslaan (of kan een werknemer op staande voet ontslag nemen) als daar een "dringende reden" voor bestaat. De werknemer die op staande voet is ontslagen hoeft niet meer terug te komen en krijgt per direct geen loon meer uitbetaald. Als een partij rechtsgeldig ontslag op staande voet inroept, is de wederpartij meestal een schadevergoeding verschuldigd.
De onmiddellijke beëindiging moet noodzakelijk zijn, er moet sprake zijn van een "dringende reden" (dit is de in de wet gebruikte term). Voor een rechtsgeldig ontslag moet de dringende reden meteen aan de wederpartij worden medegedeeld. Voorbeelden van situaties waarin ontslag op staande voet kan worden gegeven zijn in de wet opgesomd. Het ontslag op staande voet is in de wet geregeld in artikel 7:677, 7:678 en 7:679 van het Burgerlijk Wetboek. Deze voorbeelden zijn echter niet limitatief. De volgende situaties kunnen mogelijk een dringende reden opleveren:
Voor een werkgever:
- De werknemer is voortdurend dronken op het werk.
- De werknemer pleegt misdrijf (bijvoorbeeld diefstal) jegens de werkgever.
- De werknemer is gewelddadig op het werk.
- De werknemer pleegt (een poging tot) ontucht op het werk.
- Er is sprake van een roekeloze gevaarszetting door de werknemer waarmee eigendommen of mensenlevens in gevaar worden gebracht.
- De werknemer weigert hardnekkig om redelijke opdrachten van de werkgever uit te voeren.
- De werknemer blijkt de benodigde diploma's niet te hebben, of heeft fraude of valsheid in geschrifte gepleegd om in dienst te worden genomen.

Voor een werknemer:
- De werkgever betaalt het loon niet uit aan de werknemer.
- De werkgever houdt levensgevaarlijke situaties op het werk in stand.

De wet en vaste rechtspraak stellen daarnaast aanvullende eisen aan een rechtsgeldig ontslag op staande voet. Het ontslag moet bijvoorbeeld "onverwijld" worden gegeven, dat wil zeggen dat de werkgever na het ontdekken van de reden voor ontslag op staande voet daarmee niet te lang mag wachten. Daarnaast behoudt de rechter zich de vrijheid voor om de persoonlijke omstandigheden van de werknemer mee te laten tellen bij de vraag of hij dat ontslag accepteert of niet.

### "Voor zover vereist"
Een werknemer die op staande voet ontslagen is kan dit ontslag aanvechten bij de kantonrechter. De kantonrechter kan het ontslag vernietigen. Als de kantonrechter het ontslag vernietigt is de werknemer nog steeds in dienst en is de werkgever salaris verschuldigd.
Omdat het niet altijd duidelijk is of het gegeven ontslag op staande voet rechtsgeldig is, kan de werkgever voor de zekerheid op een tweede manier het ontslag bewerkstelligen, voor het geval het ontslag op staande voet niet geldig blijkt. Dat kan via de kantonrechter (een verzoek om de arbeidsovereenkomst voorwaardelijk te ontbinden) maar geeft nog geen zekerheid voor de werkgever nu sedert 1 juli 2015 hoger beroep open staat op ontbindingsbeschikkingen.

### Recht op WW
Veelal heeft een werknemer die op staande voet ontslagen is geen recht op een WW-uitkering. Als de werknemer immers de werkgever een dringende reden heeft gegeven voor het ontslag, dan is de werknemer verwijtbaar werkloos en heeft hij geen recht op een WW-uitkering. Overigens toetst het UWV (waar de WW-uitkering aangevraagd wordt) zelf of sprake is van een dringende reden. Het kan voorkomen dat de kantonrechter van mening is dat er wel sprake is van een dringende reden, maar dat het UWV meent dat er geen sprake is van een dringende reden (en dus toch een WW-uitkering toekent).
Normaal gesproken ontvangt een werknemer die zelf ontslag neemt geen WW-uitkering. Als een werknemer ontslag op staande voet neemt dan zal het UWV wel een WW-uitkering toekennen als het UWV meent dat er inderdaad sprake is van een dringende reden.

## Verenigde Staten
Qua arbeidswetgeving en werknemersbescherming staan de Verenigde Staten vrijwel lijnrecht tegenover Europa. Ontslag op staande voet is hier in de meeste staten heel normaal en volgt uit de "employment at will"-doctrine, die inhoudt dat de werkgever, om het even welke reden, een werknemer mag ontslaan. Deze rechtsregel geldt in de meeste staten. De redenen kunnen de bovengenoemde uit het Nederlands ontslagrecht zijn, maar ook minder zware redenen als te laat komen, te vroeg weggaan, ondergemiddelde prestaties, niet in het team passen, slechte sociale vaardigheden, onaangename lichaamsgeur enz. De werkgever hoeft vaak zelfs niet eens per se een reden op te geven.

### Strijdig met de wet
De enige uitzonderingen op de "employment at will"-regel die door de diverse gerechtshoven erkend worden zijn ontslagen in strijd met de openbare orde (in 43 staten erkend). Ontslag in strijd met grondrechten is rechtstreeks in strijd met de grondwet. Men kan bijvoorbeeld denken aan het ontslag van een klokkenluider (strijd met de openbare orde) of aan een ontslag op discriminerende gronden (meer dan 40), zoals huidskleur, religie, handicap, medische staat, zwangerschap, leeftijd, ... Hierbij is echter zeer moeilijk te achterhalen of dit het geval is, daar de meeste werkgevers een andere reden zullen opgeven om geen schadevergoeding verschuldigd te zijn.
Wetgeving hieromtrent vindt men in titel VII van de Civil Rights Act van 1964, in de Americans with Disabilities Act van 1990 en de Age Discrimination in Employment Act van 1967.
In vele staten gelden ook burgerrechtenwetten die werknemers beschermen tegen discriminatie, zoals Californiës Fair Employment and Housing Act.
Volgens voorstanders van deze doctrine wordt het gebrek aan zekerheid voor de werknemer gecompenseerd door een snellere bereidheid tot het aannemen van personeel door de werkgever en door het makkelijker kunnen afstoten van verliesgevende bedrijfsonderdelen.

### Wrongful termination
Soms kan de ontslagene zich beroepen op de wrongful termination (letterlijk: onrechtmatige ontbinding). Hiervoor bestaan drie gronden:
1. Implied contract (het stilzwijgend contract): soms kan de rechter een stilzwijgend contract vaststellen die de mogelijkheid beperkt van de werkgever om de arbeidsovereenkomst zonder opgave van redenen te beëindigen. Zo kan het argument van een werknemer, dat stelt dat een bepaalde disciplinaire procedure moet worden gevolg alvorens over te gaan tot ontslag, gesteund worden door de voorwaarden van het arbeidsreglement.
2. Public policy (overheidsbeleid): in vele staten zou men kunnen beargumenteren dat het ontslag, hoewel niet in strijd met enige wetsbepaling, wél in strijd is met het gevoerde overheidsbeleid en een grond is tot schadevergoeding. Zo kan de rechter een schadevergoeding toekennen indien een werknemer ontslagen werd omdat hij weigerde een handeling te stellen die de wet schendt, of voor het rapporteren van een wetsschending aan een overheidsinstantie, of voor het uitoefenen van zijn werknemersrechter.
3. Goede trouw en billijkheid: sommige staten staan toe dat een at-will ontslagene recht heeft op schadevergoeding indien de reden voor het ontslag berust op de kwade trouw van de werkgever. Bijvoorbeeld: een werkgever ontslaat een werknemer met de enige bedoeling om zijn pensioenrechten, die hij anders over een week zou verkrijgen, te vermijden.